# Revoluționar

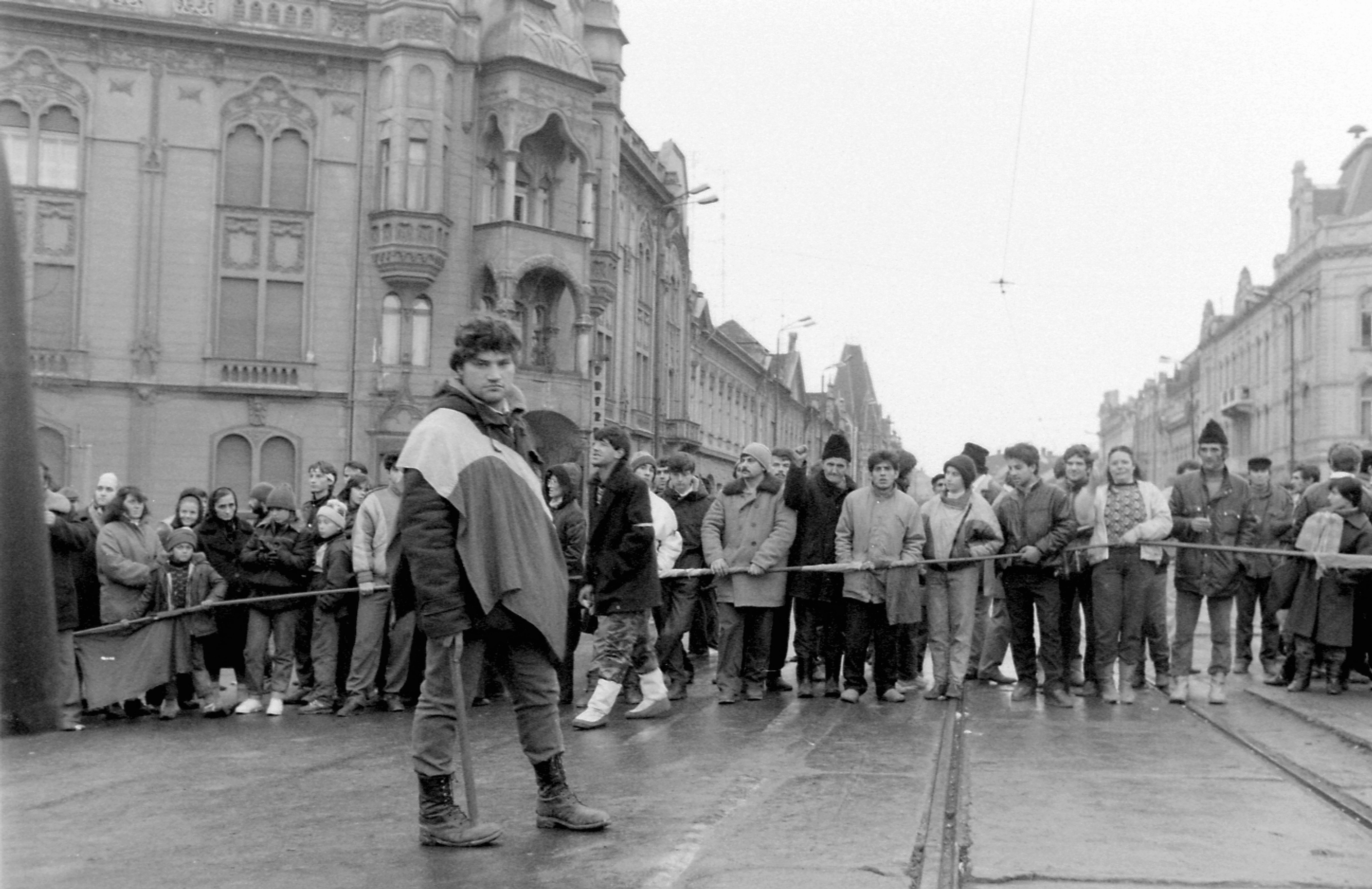
Revoluționari din Timișoara, 1989

Un revoluționar este o persoană sau un membru al unui grup care organizează, provoacă sau pledează pentru o schimbare relativ neașteptată și în mod sigur drastică în statu-quoul momentului. Poate fi vorba de o schimbare a instituțiilor sociale sau politice petrecută într-o scurtă perioadă de timp, sau de o schimbare majoră în cultură sau economie. Termenul „revoluționar” este destul de vag, înțelesul lui depinzând strâns de contextul în care este folosit. Pot fi astfel etichetate personalități aparținând unui larg spectru, de la Che Guevara, un luptător comunist de gherilă, la Nelson Mandela, un luptător sud-african împotriva apartheidului, și până la Mahatma Gandhi, un pacifist indian. Vezi și: Revoluție.
Prin comparație cu revoluționarii pot fi definiți și conservatorii. Acesta este motivul pentru care, uneori, liberalii sunt apreciați în mod eronat a fi și revoluționari. În context politic, termenul revoluționar este deseori folosit în contrast cu acela de reformist, pentru a-i indica pe apărătorii schimbărilor radicale, față de cei care doresc schimbări graduale.
Nelson Mandela  s-a opus cu putere politicii de apartheid din Africa de Sud, politică discriminatorie pe care a reușit să o învingă, alături de simpatizanții și susținătorii săi pe care i-a condus, aceasta făcându-l revoluționar.
Spike Lee poate fi socotit un regizor revoluționar datorită metodelor total neortodoxe de conducere a filmărilor.
Ibn Rushd, un filozof, astronom, jurist și medic din evul mediu, a revoluționat medicina, fiind cunoscut ca părinte al acestei științe. Textele medicale ale lui Ibn Rushd, scrise cu aproximativ 800 de ani în urmă, au fost folosite în învățământul medical european până la mijlocul secolului al XIX-lea.

## Listă (incompletă) a celor mai cunoscuți revoluționari
- Abimael Guzmán
- Andrés Bello
- Augusto Sandino
- Aung San
- Avram Iancu
- Aiatolahul Khomeini
- Ben Bella
- Benjamin Franklin
- Che Guevara
- Emiliano Zapata
- Emma Goldman
- Farabundo Martí
- Fidel Castro
- Francisco de Miranda
- Francisco I. Madero
- Frantz Fanon
- Friedrich Engels
- Georges Jacques Danton
- George Washington
- Giuseppe Garibaldi
- Ho Chi Minh
- Huang Xing
- Jean Jacques Dessalines
- Jean-Paul Marat
- John Adams
- José Martí
- Karl Marx
- Lajos Kossuth
- Leila Khalid
- Lev Troțki
- Malcolm X
- Mao Zedong
- Martin Luther King
- Maximilien Robespierre
- Michael Collins
- Mihail Bakunin
- Nicolae Bălcescu
- Nat Turner
- Pancho Villa
- Patrick Henry
- Pavel Axelrod
- Peter Kropotkin
- Phoolan Devi[1]
- Qiu Jin
- Rosa Luxemburg
- Samuel Adams
- Simón Bolívar
- Simón Rodríguez
- Spartacus
- Sun Iat-sen
- Thomas Jefferson
- Thomas Paine
- Thomas Sankara
- Toussaint L'Ouverture
- Tudor Vladimirescu
- Tupac Amaru
- Vasil Levski
- Vladimir Ilici Lenin
- Walter (Wat) Tyler
- Zhou Enlai

## Vezi și
- Contrarevoluționar